# Lịch sử tự nhiên

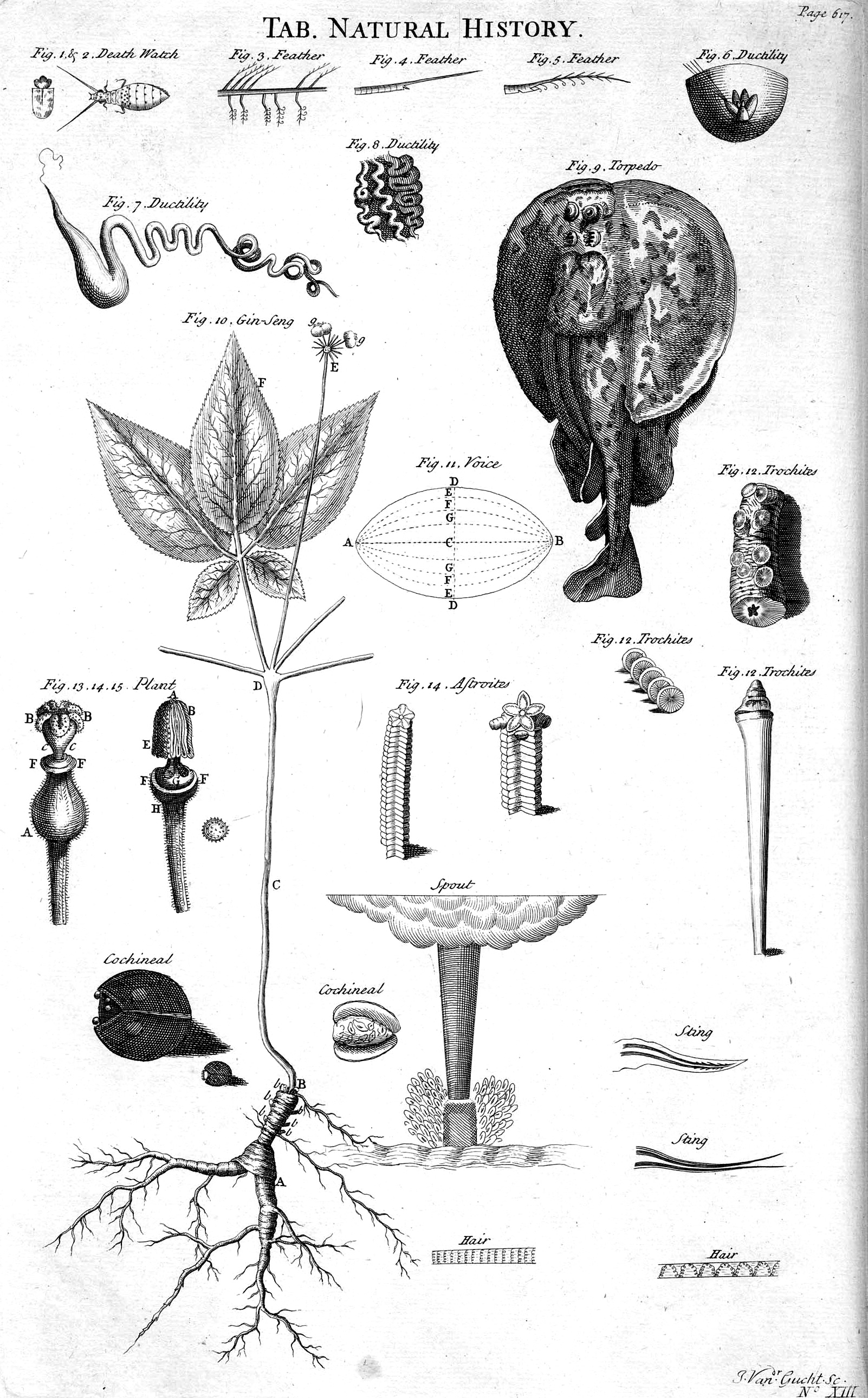
Bảng lịch sử tự nhiên, từ 1728 Cyclopaedia, hay một từ điển Khoa học và Nghệ thuật Tổng quát

Lịch sử tự nhiên là ngành nghiên cứu sinh vật bao gồm thực vật và động vật trong môi trường sống của chúng, tìm hiểu nhiều về mặt quan sát hơn là các phương pháp nghiên cứu thí nghiệm. Lịch sử tự nhiên nhấn mạnh nghiên cứu khoa học nhưng không có giới hạn, với một số bài viết ngày này thường xuất bản ở danh sách các tạp chí khoa học hơn là trong các tạp chí khoa học.
Người nghiên cứu lịch sử tự nhiên gọi là nhà tự nhiên học hay nhà lịch sử tự nhiên.